# میخایلوفکا (شهرستان بوزدیاکسکی، باشقیرستان)
میخایلوفکا (انگلیسی: Mikhaylovka, Buzdyaksky District, Republic of Bashkortostan) یک شهرک در شهرستان بوزدیاکسکی باشقیرستان کشور روسیه است.